# 貧民党
 貧民党（ビルマ語: ဆင်းရဲသား ဝံသာနု အဖွဲ့;、またはSinyetha、あるいはProletarian）は、1930年代にバー・モウが率いたビルマの政党。タキン党と合併して自由ブロックを形成し、1940年代前半にイギリスの植民地支配に対してビルマの独立を指導する政党になっていく。

## 歴史
貧民党は、1936年の総選挙に臨むために1935年に結成された政党で、1920年代から1930年代にかけてビルマ協会総評議会から発展した多数の政党の一つである。家賃や税金の引き下げ、村長選挙、農民に対する国からの信用供与、外資系農地の買い取りなどを求め、農民を主要な対象として訴えた。
選挙では下院132議席のうち16議席を獲得するにとどまり、他党との合意により党の公約の多くを放棄しなければならなかったものの、バー・モウは政権を発足させることができた。1939年2月の政権崩壊後は野党となり、10月にはタキン党（ドバマ・アシアヨン）、全ビルマ学生連合とともに自由ブロックを形成した。